# Pseudotrionymus refertus
Pseudotrionymus refertus är en insektsart som först beskrevs av Ferris in Zimmerman 1948. 
Pseudotrionymus refertus ingår i släktet Pseudotrionymus och familjen ullsköldlöss. Inga underarter finns listade i Catalogue of Life.